# Paweł Bravo
Paweł Bravo (ur. 6 grudnia 1967 w Warszawie) – polski dziennikarz i tłumacz.
Studiował historię sztuki i jest absolwentem filozofii UW. Był asystentem rzecznika prasowego strony solidarnościowej przy Okrągłym Stole, pracował m.in. w Radiu Zet (na początku lat. 90.), Fundacji Batorego, jako sekretarz redakcji miesięcznika „Mówią Wieki”, w wydawnictwie Prószyński i S-ka (założył tam i redagował serwis internetowy latarnik.pl), w „Gazecie Wyborczej” i w latach 2001–2004 jako redaktor działu angielskiego w tygodniku „Forum”. W latach 2007–2011 związany z „Rzeczpospolitą”, gdzie był odpowiedzialny za dodatek Plus Minus (jako zastępca redaktora). Od 2011 publikuje w „Tygodniku Powszechnym”, od 1 stycznia 2016 jest kierownikiem działu krajowego tego pisma.
Bravo jest autorem jednego ze zwycięskich haseł konkursu organizowanego przez Fundację dla Wolności i „Gazetę Wyborczą” w ramach kampanii społecznej „Tiszert dla wolności”; brzmiało ono: „Nie płakałem/am po papieżu”.
W roku 2023 otrzymał Nagrodę Literacką im. Leopolda Staffa w kategorii „Książka roku: popularyzatorstwo” za Czekoladę i kapuśniak.
Matką Pawła Bravo jest Ewa Wipszycka, a ojcem – Benedetto Bravo.